# Neocoenyra chanleri
Neocoenyra chanleri är en fjärilsart som beskrevs av Holland 1895. Neocoenyra chanleri ingår i släktet Neocoenyra och familjen praktfjärilar. Inga underarter finns listade i Catalogue of Life.